# Hendrik Cornelis Siebers
Hendrik Cornelis Siebers (Soerabaja, 6 januari 1890 – Bussum, 8 oktober 1949) was een Nederlandse museumornitholoog, vogeltaxonoom en biologieleraar. Hij verzamelde dieren, vooral vogels, in het voormalige Nederlands-Indië (Indonesië) en ontdekte diverse nieuwe diersoorten en beschreef ook nieuwe vogelsoorten.

## Biografie
Siebers werd in Nederlands-Indië geboren, maar vertrok als zesjarige naar Nederland en volgde daar onderwijs. In 1909 deed hij eindexamen zodat hij kon beginnen aan de studie biologie aan de Universiteit van Amsterdam. Hij kreeg daar spoedig een baan als studentassistent, deed in 1916 kandidaats en haalde in 1919 zijn doctoraalexamen. Tijdens zijn studie leerde hij ook de kunst van het prepareren en opzetten van dieren. Na een baan bij de visserij-inspectie werd hij in 1920 uitgezonden naar Nederlands-Indië. Daar kreeg hij een baan als assistent-conservator bij de afdeling ornithologie van het zoölogisch museum van 's Lands plantentuin te Buitenzorg. In die hoedanigheid nam hij deel aan wetenschappelijke expedities naar de Krakatau, de Riouwarchipel, de Kei-eilanden (in 1922, een Deense expeditie onder leiding van Theodor Mortensen) en naar Midden- en Oost-Borneo (in 1925). In 1927 ging hij met verlof naar Nederland en in 1929 keerde hij terug en werd hij biologieleraar in Semarang. Na een tweede verlofperiode in Nederland werd hij leraar in Batavia. Siebers en zijn gezin overleefden de Japanse bezetting van Nederlands-Indië (1942 - 1945) en na de bevrijding werkte hij onder primitieve omstandigheden door als leraar in Batavia. In 1947 keerde hij met pensioen terug naar Nederland waar hij kort daarna onder zorgelijke omstandigheden (alcoholverslaving) overleed.

## Werk/nalatenschap
In zijn studententijd (1909-1919) deed hij onderzoek naar vogels (speciaal de matkop en de glanskop) rond Anholt (Noordrijn-Westfalen, Duitsland) en publiceerde daarover in de mededelingen van de Club van Nederlandse Vogelkundigen.
Dankzij door Siebers goed opgeleide inlandse deelnemers aan de wetenschappelijke expedities verkeerde het verzamelde en geprepareerde materiaal altijd in zeer goede conditie. Een door hem op de Kei-eilanden verzameld knaagdier is naar hem vernoemd: Uromys siebersi. De geslachtsnaam van een nieuwe soort veldsprinkhaan, door hem op Borneo verzameld, is ook naar hem vernoemd Siebersia, soortnaam Siebersia borneensis.
Zelf beschreef hij zes nieuwe vogelsoorten:
burulori (Charmosyna toxopei),
soembadwerghoningeter (Myzomela dammermani),
soembavliegenvanger (Muscicapa segregata),
Harterts vliegenvanger (Ficedula harterti),
Soembajunglevliegenvanger (Eumyias stresemanni) en
Atjehbuulbuul (Pycnonotus snouckaerti); daarnaast nog vier ondersoorten.